# Тінський Михайло Львович
Миха́йло Льво́вич Ті́нський (* 1896, Ромни — † 1948, Долина Тлумацького району), актор героїчного плану і режисер. Справжнє прізвище Перепелишин. З 1919 в Київському театрі імені Шевченка в ролях Вайнгольда («Ткачі» Ґ. Гавптмана), Хлестакова («Ревізор» М. Гоголя), Лукаша («Лісова пісня» Лесі Українки); 1926 в Одеському (ставив «97» М. Куліша, «Фея гіркого мигдалю» І. Кочерги, «Над» В. Винниченка), 1927 у Дніпропетровському українському драматичному театрі.